# Mitsubishi PX33
O Mitsubishi PX33, foi um protótipo construído pela Mitsubishi Heavy Industries (MHI). Construído para uso militar do Governo Japonês e foi o primeiro veículo Japonês a ter quatro rodas motrizes. A MHI teria um retorno de 50 anos depois, em busca do seu sucesso motorizado.
Foram construídos apenas 4 protótipos do PX33 e contava com uma motorização Mitsubishi de 6.700cc de 70cv de motorização Diesel, o primeiro motor de injecção directa.
Entretanto em 1937 o PX33 foi cancelado após o governo decidir dar prioridade ao desenvolvimento de veículos comerciais e de autocarros.
O PX33 foi usado como um instrumento de marketing, para a Mitsubishi usar durante o lançamento da quarta geração do Mitsubishi Pajero. Ambos estiveram presentes no Paris Motor Show em Setembro de 2006 em Paris.

## Outros
Dados fornecidos por Histórias Mitsubishi